# 4347 Reger
4347 Reger eller 1988 PK2 är en asteroid i huvudbältet som upptäcktes den 13 augusti 1988 av den tyske astronomen Freimut Börngen vid Tautenburg-observatoriet. Den har fått sitt namn efter den tyske tonsättaren Max Reger.
Asteroiden har en diameter på ungefär 16 kilometer.